# Винтер, Ян Виллем де
Ян Виллем де Винтер (нидерл. Jan Willem de Winter; 1761 — 1812) — вице-адмирал и маршал Голландии.

## Биография
Ян Виллем де Винтер родился 23 марта 1761 года, в Кампене. В военную службу вступил в конце 1770-х годов. Во время Голландской революции, в 1787 году, Винтер был произведён в корабельные лейтенанты.
Вскоре он уехал во Францию и поступил на военную службу в пехоту революционной армии. Тут он участвовал в кампаниях 1792 и 1793 годов под начальством Дюмурье и Пишегрю и вскоре был назначен бригадным генералом.
В 1793 году республиканские войска, под командою Пишегрю, вступили в Голландию и Винтер вернулся на родину. В Голландии он, по приглашению Генеральных штатов Батавской республики, вступил в военно-морской флот с чином контр-адмирала, а в следующем году его произвели в вице-адмиралы и вверили начальство над эскадрой.
В 1797 году в Текселе он был блокирован английским флотом. 7 октября эскадра Винтера, в составе которой было 16 линейных кораблей и 13 прочих судов, снялась с якоря. Утром 11 октября против городка Кампердаун он был атакован англичанами, в эскадре которых находилось 18 линейных кораблей и около 13 фрегатов и других судов, под командой адмирала Дункана. После трёхчасового боя эскадра Винтера была разбита. Голландцы в сражении потеряли 10 линейных кораблей, 520−540 человек убитыми и от 620 до 952 ранеными, сам Винтер был захвачен в плен.
Проведя несколько месяцев в Британии, Винтер вернулся в Голландию. Дома он был предан суду, но разбирательство установило, что Винтер в поражении был не виновен и, таким образом, он был оправдан. В июне 1798 года он был назначен полномочным министром Голландии во Франции.
Этот пост он занимал до 1802 года, когда его отозвали в Голландию, для принятия начальства над эскадрой. Тогда возникли трения между республикой и властями в Триполи. Винтер отправился в крейсерство к берегам Ливии, и сумел заключить мирный трактат между Голландией и Триполи.
Людовик Бонапарт, сделавшись голландским королём, удостоил Винтера звания маршала королевства и титула графа Гессенского, а потом назначил главнокомандующим сухопутных и морских сил. Наполеон, присоединив Голландию к Французской империи, пожаловал Винтеру крест великого офицера ордена Почётного легиона и назначил главным инспектором берегов Немецкого моря, а в июле 1811 года поручил ему главное начальство над морскими силами, которые находились тогда в Текселе. Вскоре Винтер сильно заболел, отправился в Париж и умер там 2 июня 1812 года. Похоронен в Парижском пантеоне.